# والتر هوارث
والتر هوارث (بالإنجليزية: Walter Howarth)‏ هو سياسي أسترالي، ولد في 14 مارس 1882 في كاملبتاون في أستراليا، وتوفي في 12 يوليو 1958 في أستراليا. حزبياً، نشط في حزب أستراليا المتحدة. وقد انتخب عضو الجمعية التشريعية نيو ساوث ويلز.